# Licomedes

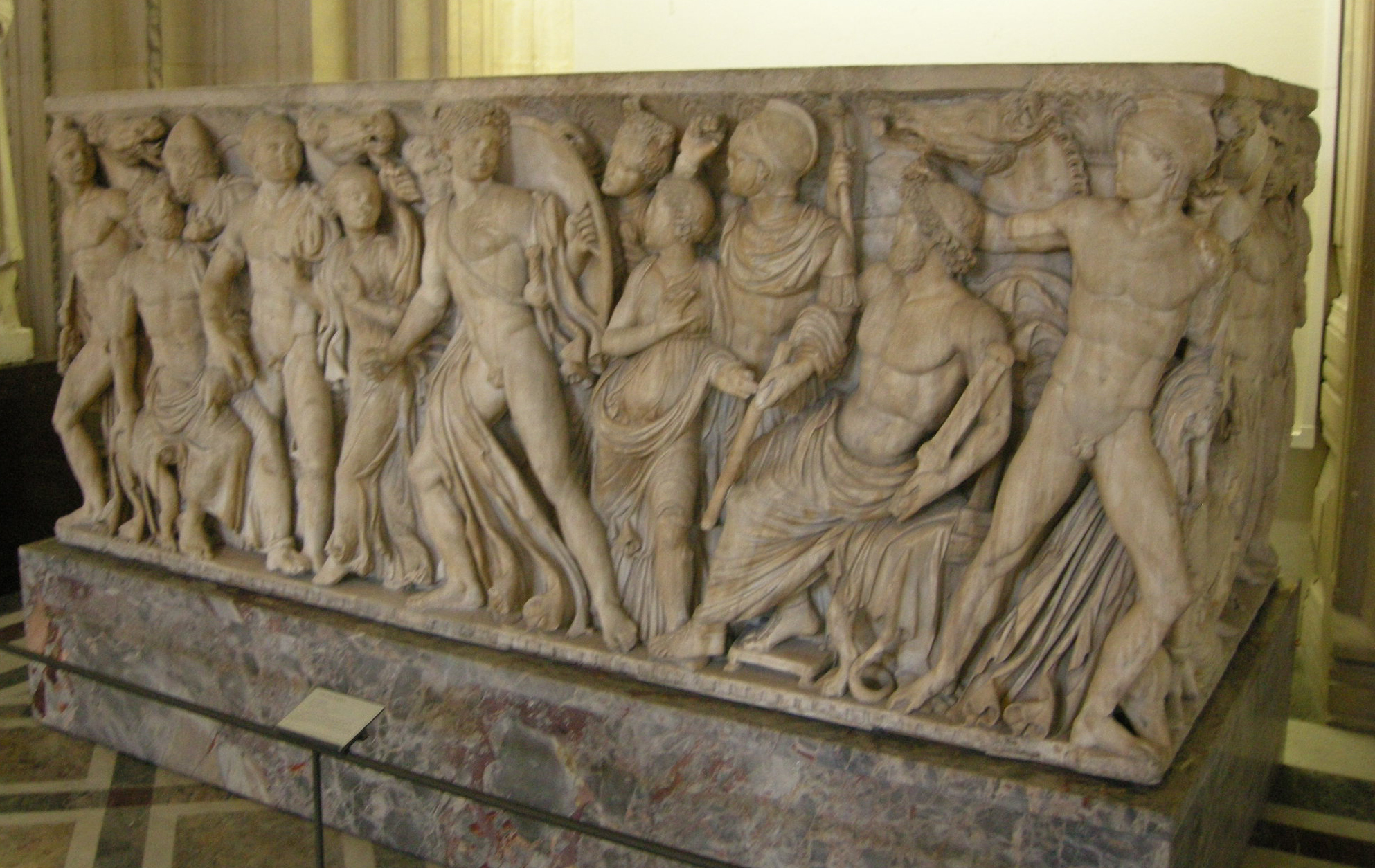
Relieve de un sarcófago de mármol: Aquiles en la corte de Licomedes. 240 d. C.

En la mitología griega Licomedes (en griego antiguo Λυκομήδης Lykomếdês), hijo de Apolo y Parténope, es el rey de Esciro.
Según una leyenda posthomérica, después del secuestro de Helena por Paris, Tetis le confió a su hijo Aquiles. Este se disfraza de joven muchacha y responde al nombre de Pirra (Πύρρα Pýrra, ‘la roja’). Tetis recurre a este subterfugio para impedir que Aquiles vaya a la Guerra de Troya, donde sabe que debe morir. Aquiles mantiene relaciones con Deidamía, la hija de Licomedes, quien le dará a Neoptólemo. Pero Odiseo llegó a la corte disfrazado de comerciante, ofreciendo a las hijas del rey diversas baratijas y objetos femeninos. Aquiles se descubrió al escoger de entre los presentes las armas que Odiseo había puesto entre ellos y así fue como marchó a la guerra. Otras versiones apuntan a que fue una trompeta tocada por el astuto Odiseo o su acompañante Diomedes la que produjo una situación de alarma y confusión en la casa del rey Licomedes. Aquiles, conforme a su espíritu varonil, se vio instintivamente llamado a hacer frente al supuesto "peligro". De este modo, Odiseo encuentra al héroe y lo insta a tomar parte activa en la guerra.
A continuación, Licomedes recibió en su reino a Teseo, que huía de Atenas, gobernada por el usurpador Menesteo. Según algunos autores, Licomedes empujó a Teseo desde la cima de un precipicio.

## Otros personajes del mismo nombre
- Un cretense que, según un fragmento de las Eeas, atribuidas a veces a Hesíodo, fue uno de los pretendientes de Helena.